# Paula Badosa
Paula Badosa Gibert (New York, 15 novembre 1997) è una tennista spagnola.
Nel corso della sua carriera si è aggiudicata quattro titoli WTA, tra cui il prestigioso WTA 1000 di Indian Wells nel 2021, diventando la prima spagnola della storia a imporsi nel torneo californiano; nei tornei del Grande Slam vanta come miglior risultato la semifinale all'Australian Open 2025. Sempre nel 2021 ha raggiunto la semifinale al suo debutto alle WTA Finals, permettendo alla Spagna di avere per la prima volta due giocatrici nel penultimo atto (lei e la futura campionessa di quell'edizione Garbiñe Muguruza). In virtù di questi successi, il 25 aprile 2022 ha raggiunto il suo best ranking al secondo posto della classifica mondiale.

## Biografia
Nasce a New York il 15 novembre 1997 a causa del lavoro dei genitori, impegnati nel settore della moda. Nel 2004 ritornano in Spagna stabilendosi a Begur, in provincia di Gerona. Appena maggiorenne e in possesso del doppio passaporto, statunitense e spagnolo, nel 2015 (anno in cui ha vinto l'Open di Francia juniores) è chiamata a decidere per quale Paese giocare, scegliendo di rappresentare definitivamente la Spagna. Sempre nello stesso anno inizia a collaborare con Xavi Budó, storico allenatore di Carla Suárez Navarro. Cambia allenatore due anni più tardi, passando ad Alejo Mancisidor, ex coach di Garbiñe Muguruza, lasciandolo nel 2019 per Javier Martí (classe 1992).
Nel 2019 la tennista spagnola ha dichiarato di aver sofferto di una grave depressione in seguito al mancato raggiungimento delle aspettative, nate dopo la vittoria dell'Open di Francia juniores. Entrata in depressione, nel 2018 è riuscita a ritrovare l'ambizione e la serenità perse con l'aiuto di Xavi Budó, il quale aveva già supportato le connazionali Suárez Navarro e Garbiñe Muguruza.
Il suo idolo è Marija Šarapova, alla quale viene spesso paragonata sia per l'aspetto fisico che per lo stile di gioco; inoltre, apprezza molto Simona Halep.
La tennista spagnola ha avuto una relazione sentimentale con l'attore cubano Juan Betancourt e dal 2023 è fidanzata con il collega Stefanos Tsitsipas.

## Carriera

### 2012-2018: esordi
Paula, dopo una tentata qualificazione al torneo ITF di Les Franqueses del Valles, debutta nel circuito ITF ad aprile 2012 nel torneo di Vic nel doppio, in coppia con Ariadna Marti Riembau, e raggiunge i quarti. In singolare esordisce invece nel successivo torneo ITF di Getxo, perdendo subito al primo turno e ottiene lo stesso risultato nel torneo ITF di Vallduxo.
Il 2013 inizia con un primo turno al torneo ITF di Maiorca, dove perde contro Reka-Luca Jani. Dopo un secondo turno al torneo ITF di Maiorca della settimana successiva, nel torneo ITF di Monzon raggiunge la semifinale, perdendo contro Polina Vinogradova. A luglio tenta la qualificazione al torneo WTA di Palermo, ma perde nel secondo turno; a settembre poi raggiunge i quarti nei tornei ITF di Lleida e Vallduxo. Dopo un primo turno al torneo ITF di Saint Cugat, raggiunge la semifinale nel torneo ITF di Benicarlo e i quarti a Vinaroz. A metà novembre vince il suo primo titolo ITF in singolare nel torneo di Sant Jordi, battendo in finale Lucia Cervera-Vazquez per 7–5, 6–0. Chiude l'anno con i quarti al torneo ITF di Madrid.

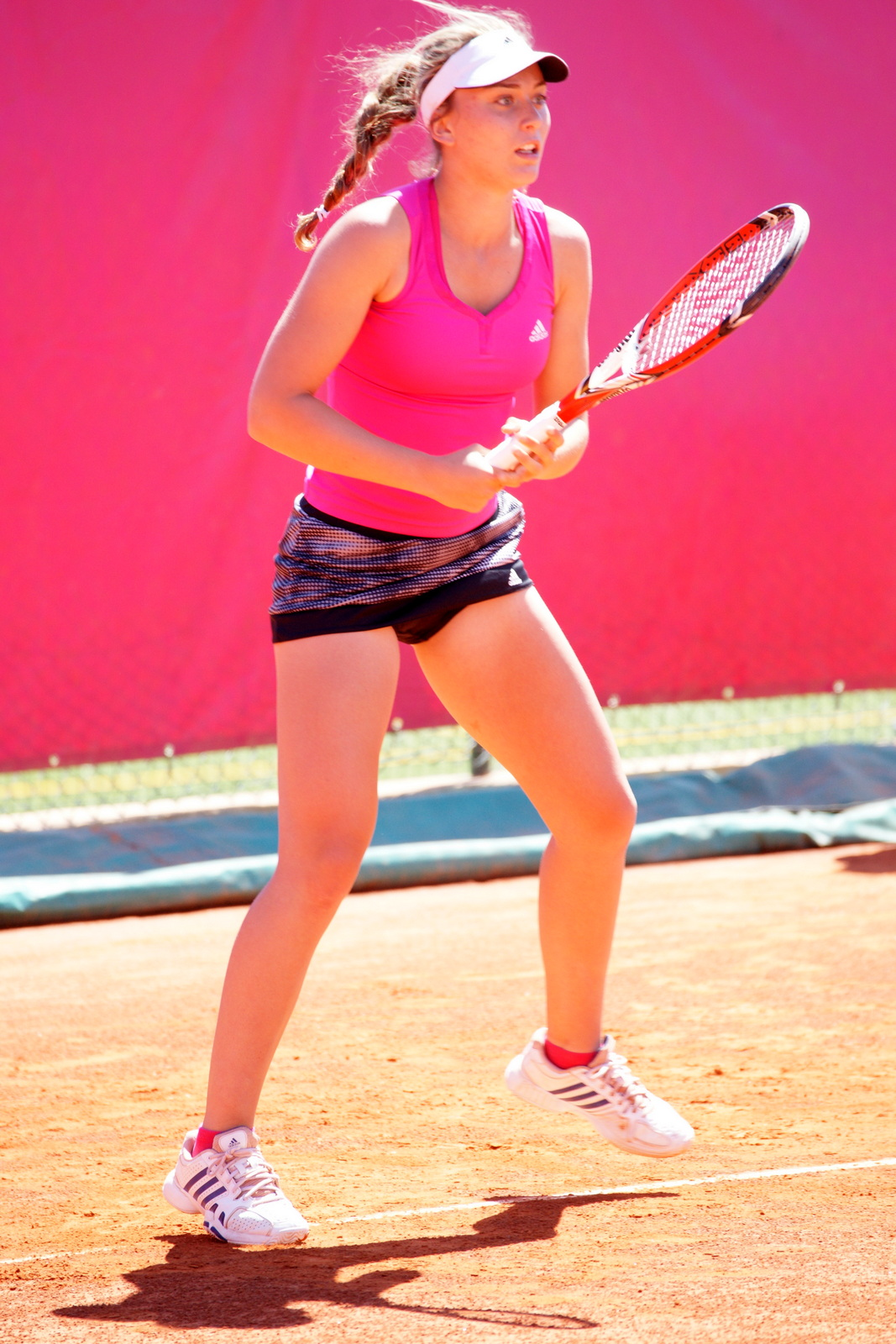
Paula Badosa nel 2014

L'anno 2014 inizia con la mancata qualificazione al torneo ITF di Campinas. Ottiene in seguito due secondi turni al torneo ITF di Sao Paulo e al torneo ITF di Woking. Dopo un primo turno a Shrewsbury, raggiunge la semifinale in doppio al torneo ITF di Tampico con Laura Pous-Tio. A metà ottobre raggiunge la finale al torneo ITF di Victoria, ma perde contro Diana Marcinkevica per 7–6(2), 3–6, 1–6. Chiude l'anno con il torneo ITF di Sharm El Sheikh dove si ferma al primo turno in singolare e in doppio.
Incomincia il 2015 con la mancata qualificazione al torneo WTA di Anversa. Al torneo di Miami ottiene una wild card e raggiunge il terzo turno, sconfiggendo Petra Cetkovská e Zheng Saisai, prima di essere battuta da Karolína Plíšková per 5–7, 1–6. Dopo un primo turno al torneo WTA di Madrid, vince il titolo ITF in singolare nel torneo di Denain battendo Irina Ramialison. In seguito partecipa al torneo ITF di Middelkerke e raggiunge i quarti. A fine agosto tenta la qualificazione agli US Open perdendo nel secondo turno di qualificazione. Chiude l'anno con il primo turno al torneo WTA di Seul e la mancata qualificazione al torneo WTA di Mosca.
Il 2016 parte con la qualificazione al torneo WTA di Rio de Janeiro, ma perde al secondo turno. A fine marzo partecipa ancora al torneo di Miami, ma perde subito al primo turno. In seguito raggiunge la finale al torneo ITF di Osprey, perdendo poi contro Grace Min. Al torneo WTA di Madrid partecipa in singolare e in doppio e perde subito al primo turno in entrambe le gare. A fine maggio raggiunge la semifinale al torneo ITF di Grado, perdendo contro Susanne Celik. Dopo un primo turno al torneo WTA di Maiorca raggiunge la semifinale al torneo ITF di Torun. Chiude l'anno con il secondo turno ottenuto al torneo ITF di Barcellona.
Il 2017 inizia a metà gennaio con un secondo turno al torneo ITF di Hammamet e successivi due quarti di finale nei seguenti tornei della medesima città. Ad inizio marzo ottiene i quarti al torneo ITF di Sao Paulo e in seguito si ferma al primo turno al torneo WTA di Miami. Sulla terra ottiene i quarti al torneo ITF di Pula, non si qualifica al torneo di Madrid e raggiunge ancora i quarti al torneo ITF di La Bisbal. A fine maggio raggiunge la finale al torneo ITF di Caserta, ma perde contro Claire Liu. A giugno raggiunge la semifinale al torneo ITF di Figueira da Foz e poi ottiene i quarti nei tornei di Barcellona e Getxo. Ad inizio agosto partecipa al torneo ITF di El Espinar, dove ottiene il titolo ITF in singolare, battendo Ayla Aksu. In seguito raggiunge i quarti al torneo ITF di Las Vegas e i quarti sia in singolare che in doppio al torneo ITF di Siviglia. Chiude l'anno con un secondo turno al torneo di Sant Cugat.

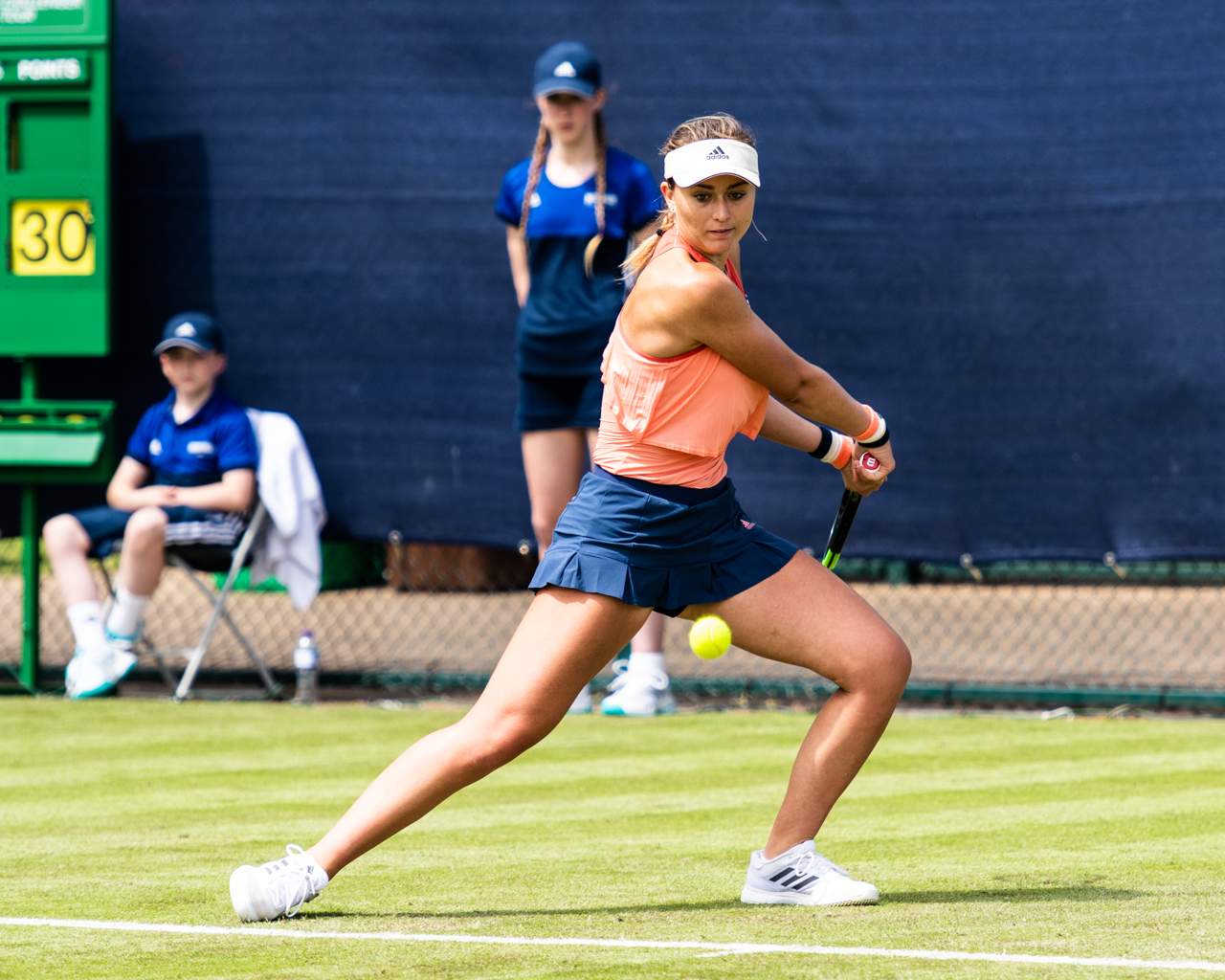
Paula Badosa nel 2018

L'anno 2018 inizia con il torneo ITF di Glasgow, in cui vince il titolo ITF in singolare. In seguito tenta a fine febbraio la qualificazione al torneo WTA di Acapulco, perdendo però subito al primo turno. Dopo vari primi e secondi turni in tornei ITF, manca la qualificazione al torneo WTA di Stoccarda. A fine aprile partecipa al torneo WTA di Rabat, dove raggiunge i quarti, perdendo poi contro Aleksandra Krunic. Dopo la mancata qualificazione al torneo WTA di Madrid, raggiunge i quarti al torneo ITF di La Bisbal d'Emporda e a fine maggio conquista il titolo ITF anche al torneo di Les Franqueses del Valles, battendo in finale Margarita Gasparyan. In seguito non riesce a qualificarsi ai tornei WTA di Nottingham e Maiorca e allo slam inglese di Wimbledon. Dopo un secondo turno al torneo ITF di Contrexeville, tenta la qualificazione al torneo WTA di Bucarest, ma perde all'ultimo turno. In seguito perde al primo turno al torneo WTA di Mosca, mentre al torneo ITF di El Espinar raggiunge i quarti in singolare e la semifinale in doppio con Montserrat Gonzalez. Nell'ultimo slam stagionale, gli US Open, perde al secondo turno di qualificazione ma a fine settembre vince il suo sesto titolo ITF in singolare al torneo di Valencia. In chiusura d'anno raggiunge la finale al torneo ITF di Oslo, perdendo poi contro Harriet Dart e si ferma al primo turno al WTA 125s di Limoges.

### 2019-2020: ingresso in top 100 e ottavi di finale al Roland Garros
L'anno inizia con il primo turno ottenuto agli Australian Open, perdendo subito contro Kimberly Birrell. In seguito al torneo ITF di Burnie raggiunge la semifinale in doppio con Marta Kostyuk, mentre in singolare raggiunge la finale, ma poi perde contro Belinda Woolcock. Dopo i tentativi di qualificazione nei tornei di Budapest e Indian Wells, si ferma al primo turno al torneo WTA di 125s di Guadalajara. In seguito non si qualifica a Miami e raggiunge i quarti al torneo ITF di Bolton. Ad inizio aprile non si qualifica per il torneo di Lugano, ma raggiunge la finale al torneo ITF di Les Franqueses del Valles. A metà maggio raggiunge la semifinale al torneo ITF di La Bisbal d'Emporda, ma non si qualifica al torneo del Roland Garros. A fine maggio partecipa al torneo ITF di Essen e perde in finale contro Tereza Martincova. Dopo il primo turno al WTA 125s di Bol, si ferma al secondo turno nei tornei WTA di 's-Hertogenbosch e Maiorca. A Wimbledon perde subito al primo turno e così anche al torneo di Bucarest. Nella seconda metà di luglio raggiunge la semifinale al torneo WTA di Palermo, perdendo contro Kiki Bertens e ottiene il medesimo risultato al torneo WTA 125s di Karlsruhe. Si qualifica agli US Open, ma perde subito al primo turno contro Kiki Bertens. In seguito al torneo di Seul ottiene un terzo turno.

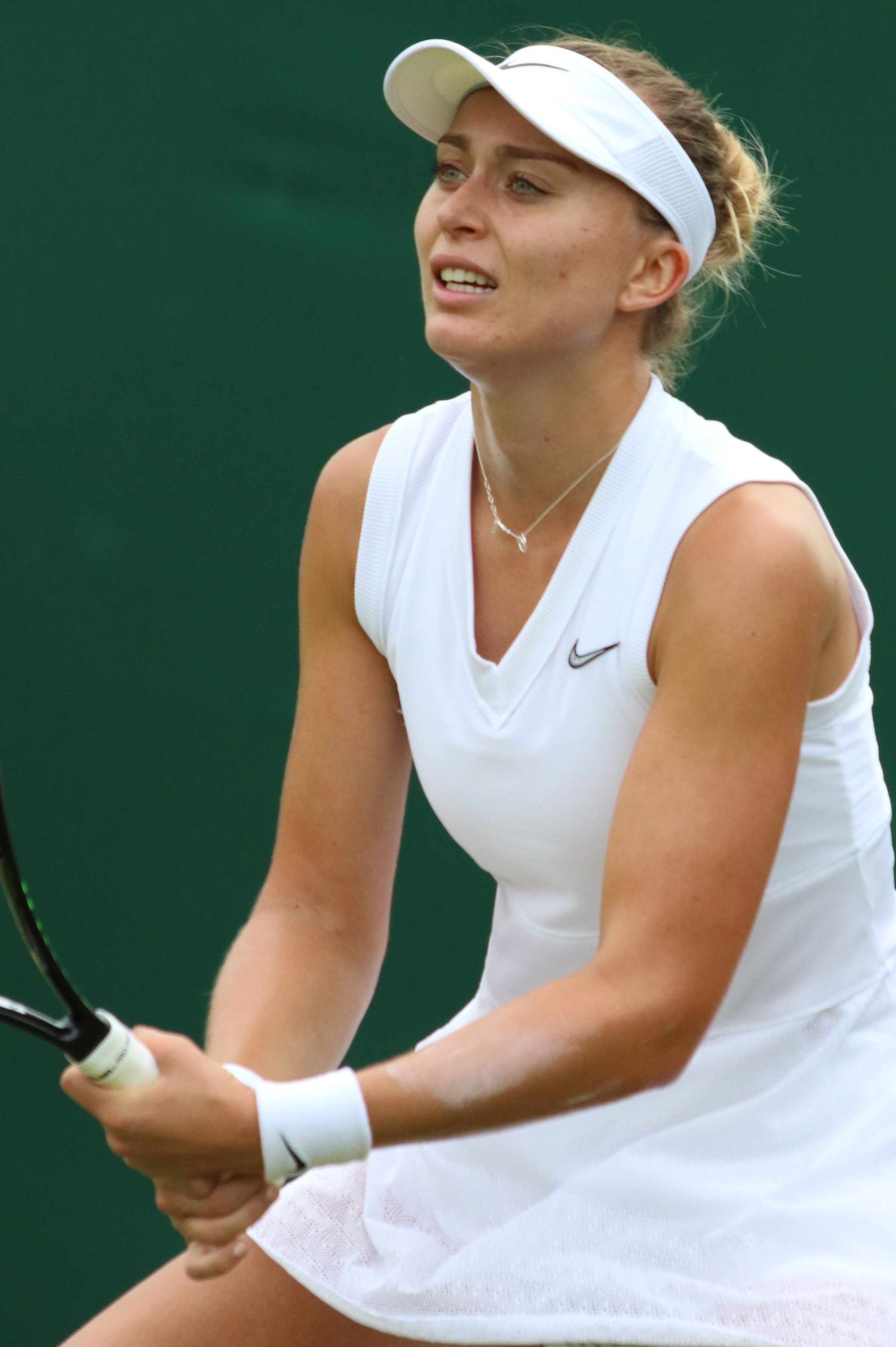
Paula Badosa al torneo di Wimbledon 2019

Paula inizia a farsi notare nel 2020. Dopo la mancata qualificazione ad Auckland, agli Australian Open annichilisce Johanna Larsson, lasciandole solo un gioco, ottenendo la prima vittoria un torneo del Grande Slam; cede poi alla top ten Petra Kvitová e finalista uscente. Disputa due tornei ITF in Australia, ottenendo una semifinale e un secondo turno. 
Successivamente, scoppia la pandemia di COVID-19 causando la cancellazione o il rinvio dei tornei della stagione fino a settembre: tra questi anche gli Slam di Parigi e Londra (torneo non disputato solamente negli anni della prima e seconda guerra mondiale) e le Olimpiadi di Tokyo, posticipate al 2021. Per quanto riguarda la classifica, la WTA decide di congelare i punti di tutte le tenniste al 9 marzo 2020, insieme a tutti i record.
Ritorna in campo a due settimane dalla ripartenza del tour al Western & Southern Open 2020 disputato eccezionalmente per l'edizione 2020 a New York; tuttavia viene sconfitta nel secondo turno di qualificazioni. Agli US Open viene estromessa da Varvara Gračëva. Nel torneo di Istanbul, invece, raggiunge la semifinale, grazie alle vittorie su Katarina Zavac'ka, Sara Sorribes Tormo e Polona Hercog, terza testa di serie. Tuttavia, viene sorpresa in due parziali da una ritrovata Eugenie Bouchard. 
Ottiene il risultato più prestigioso della stagione agli Open di Francia, dove raggiunge i primi ottavi di finale in uno Slam. Nel corso del torneo si sbarazza in tre set di Kateryna Kozlova e Sloane Stephens, campionessa Slam e finalista nel 2018, mentre nel terzo turno elimina con facilità la vincitrice del 2017 Jeļena Ostapenko. Nonostante l'ottima forma fisica, viene battuta da Laura Siegemund. Conclude la stagione con la sconfitta nelle qualificazioni di Ostrava, terminando alla 70ª posizione della classifica mondiale.

### 2021: primo titolo WTA, vittoria a Indian Wells, quarti di finale a Parigi e alle Olimpiadi, semifinale alle Finals e Top 10
Apre la stagione con il terzo turno nel nuovo torneo di Abu Dhabi, superando Anastasija Sevastova ed Alizé Cornet, prima di cedere in tre sets contro Veronika Kudermetova. Gioca un deludente Australian Open uscendo di scena all'esordio per mano di Ljudmila Samsonova, che ha la meglio con lo score di 6(4)–7, 7–6(4), 7–5. Successivamente, a Lione estromette Harmony Tan, Stefanie Vögele e Kristina Mladenovic, venendo fermata dalla futura campionessa Clara Tauson in semifinale. A San Pietroburgo non va oltre il primo turno, liquidata da Jeļena Ostapenko. Sul cemento americano, gioca il WTA 1000 di Miami. Qui, usufruisce del ritiro nel primo parziale di Jil Teichmann sul punteggio di 5-6 in favore all'elvetica, per poi cedere alla distanza contro Ons Jabeur (7–6(6), 5–7, 7–5) nel turno seguente.
Inaugura la stagione sulla terra battuta con la semifinale a Charleston, sconfitta ancora una volta da Kudermetova, stavolta con un punteggio più netto: 6–3, 6–3. Precedentemente, Paula è stata capace di estromettere la numero uno del mondo Ashleigh Barty e la quinta testa di serie Belinda Bencic. Si sposta a Madrid dopo aver ottenuto una wildcard da parte degli organizzatori. Qui, a sorpresa, raggiunge la sua prima semifinale in un torneo WTA 1000 e diventa anche la prima tennista spagnola a raggiungere tale traguardo in questo torneo. Nel corso del torneo, si sbarazza di Barbora Krejčíková, rimontando in seguito Jil Teichmann e Anastasija Sevastova, grazie a quest'ultima vittoria diventa la prima wildcard a raggiungere i quarti di finale, dove supera nuovamente Belinda Bencic. Nonostante ciò, subisce la vendetta di Ashleigh Barty. A fine torneo, sale in classifica di venti posizioni, fino alla 42ª.
L'ottimo periodo di forma della Badosa prosegue a Belgrado, torneo che si aggiudica senza cedere un set battendo nell'ordine: Andrea Petković, Mihaela Buzărnescu, Rebecca Peterson e Viktorija Tomova. Nell'ultimo atto, approfitta del ritiro di Ana Konjuh sul punteggio di 6–2, 2–0 in favore della spagnola che, in tal modo, vince il suo primo titolo nel circuito maggiore. Questo successo le permette di perfezionare ulteriormente il suo best ranking, spingendosi alla 34ª posizione. In seguito, partecipa all'Open di Francia, dove è accreditata della 33ª testa di serie in virtù del ritiro di Alison Riske; la spagnola riesce a replicare gli ottavi raggiunti qui lo scorso autunno, sconfiggendo Lauren Davis (6–2 7–6(3)), Danka Kovinic (6–2 6–0) e Ana Bogdan (2–6 7–6(4) 6–4, annullando un match point). Al quarto turno, affronta e sconfigge la finalista del 2019, la ceca Markéta Vondroušová (6–4 3–6 6–2) e si qualifica per la prima volta ai quarti di finale di un torneo dello Slam. Successivamente, viene sconfitta dalla numero 85 del mondo, Tamara Zidanšek, con il score di 5–7 6–4 6–8. Nella stagione su erba, la spagnola esce di scena all'esordio a Eastbourne (contro Svitolina) mentre, a Wimbledon, da 30° testa di serie, raggiunge i suoi primi ottavi di finale nei Championships, sconfiggendo Aliona Bolsova (6–2 5–7 6–2), Julija Putinceva (6–4 6–1) e Magda Linette (5–7 6–2 6–4). Nel quarto turno, Badosa cede a Karolína Muchová (testa di serie n°19) per 6(6)–7 4–6.
A Tokyo, la spagnola prende parte al torneo olimpico sia nel singolare che nel doppio; nell'evento individuale, Paula raggiunge i quarti di finale, battendo in rimonta Kiki Mladenovic (6(4)–7 6–3 6–0), la n°6 del seeding Iga Świątek (6–3 7–6(4)) e la ex-semifinalista del Roland Garros Nadia Podoroska (6–2 6–3). Tra le ultime otto, è costretta al ritiro prima dell'inizio del secondo set contro la ceca Vondroušová. In doppio, assieme a Sara Sorribes Tormo, cede al secondo turno alle ceche Krejčíková/Siniaková al match-tie-break.
A Montréal, dopo aver sconfitto Golubic in due set, viene estromessa a sorpresa da Marino, per 6–1 5–7 4–6. Va meglio a Cincinnati, dove coglie il sesto quarto di finale stagionale, eliminando Martić (4–6 6–4 7–6(9)), la n°3 del seeding Sabalenka (5–7 6–2 7–6(4)) e Rybakina (6–2 7–6(5)); nel match di quarti, si ritira contro la ceca Plíšková sul punteggio di 5–7 0–2. La settimana successiva, delude le aspettative agli US Open, dove incassa una sconfitta al secondo turno contro la russa Varvara Gračëva, per 4–6 4–6. Anche a Ostrava esce di scena al secondo round, battuta dalla futura campionessa Kontaveit (3–6 4–6). Figura bene a Indian Wells, dove, dopo il bye all'esordio, sconfigge Jastrems'ka (6–4 2–6 6–2), Gauff (doppio 6–2) e la n°5 del mondo Krejčíková, per 6–1 7–5, raggiungendo i quarti di finale, i secondi in stagione in un 1000. Nella circostanza, supera l'ex numero uno del mondo Angelique Kerber (6–4 7–5), approdando in semifinale, dove incrocia la futura top-ten Ons Jabeur, che batte con un periodico 6–3; raggiunge così la prima finale in un WTA 1000 e si guadagna di diritto un posto nella top 20. Badosa è la prima spagnola a raggiungere la finale nel torneo californiano dal 1996, quando ci riuscì Conchita Martínez. Nell'ultimo atto, opposta alla due volte campionessa del torneo Viktoryja Azaranka, la sconfigge in una splendida battaglia conclusasi con il punteggio di 7–6(5), 2–6, 7–6(2), aggiudicandosi così il primo WTA 1000 della sua carriera e il primo nella storia del tennis femminile spagnolo. Nel ranking, sale al n°13 del mondo.
L'8 novembre, Badosa fa il suo debutto in top-ten alla posizione n°10, diventando la quinta spagnola nella storia a riuscire in tale impresa dopo Conchita Martínez, Arantxa Sánchez Vicario, Garbiñe Muguruza e Carla Suárez Navarro.
L'11 novembre, la spagnola prende parte alle WTA Finals di Guadalajara, alle quali si è qualificata come 7° nella race (considerando la mancata partecipazione di Barty): nel gruppo Chichén Itzá, esordisce contro la n°2 del mondo Aryna Sabalenka; in 1 ora e 17 minuti, Badosa si impone sulla bielorussa con lo score di 6-4 6-0. Grazie al successo in due set su Maria Sakkari (7-6(4) 6-4) nella seconda giornata, si guadagna un posto alle semifinali del torneo; Nell'ultimo match del girone, la spagnola cede in due set a Iga Świątek con lo score di 5-7 4-6, interrompendo a otto la serie di vittorie consecutive aperta a Indian Wells. Grazie alle prime due vittorie, comunque, Paula si qualifica alla semifinale come prima del suo girone; nel penultimo atto del torneo, affronta la connazionale Garbiñe Muguruza. Per il tennis femminile spagnolo, si tratta della prima volta nella storia che due giocatrici si spingano fino alla semifinale, assicurando così al Paese un posto in finale dopo l'edizione del 1993, quando ci riuscì Arantxa Sánchez Vicario. Nel derby iberico, Paula ha la peggio, cedendo a Muguruza con un periodico 3-6.
Grazie all'eccellente stagione disputata, chiude al n°8 del ranking mondiale.

### 2022: terzo titolo WTA e numero due del mondo

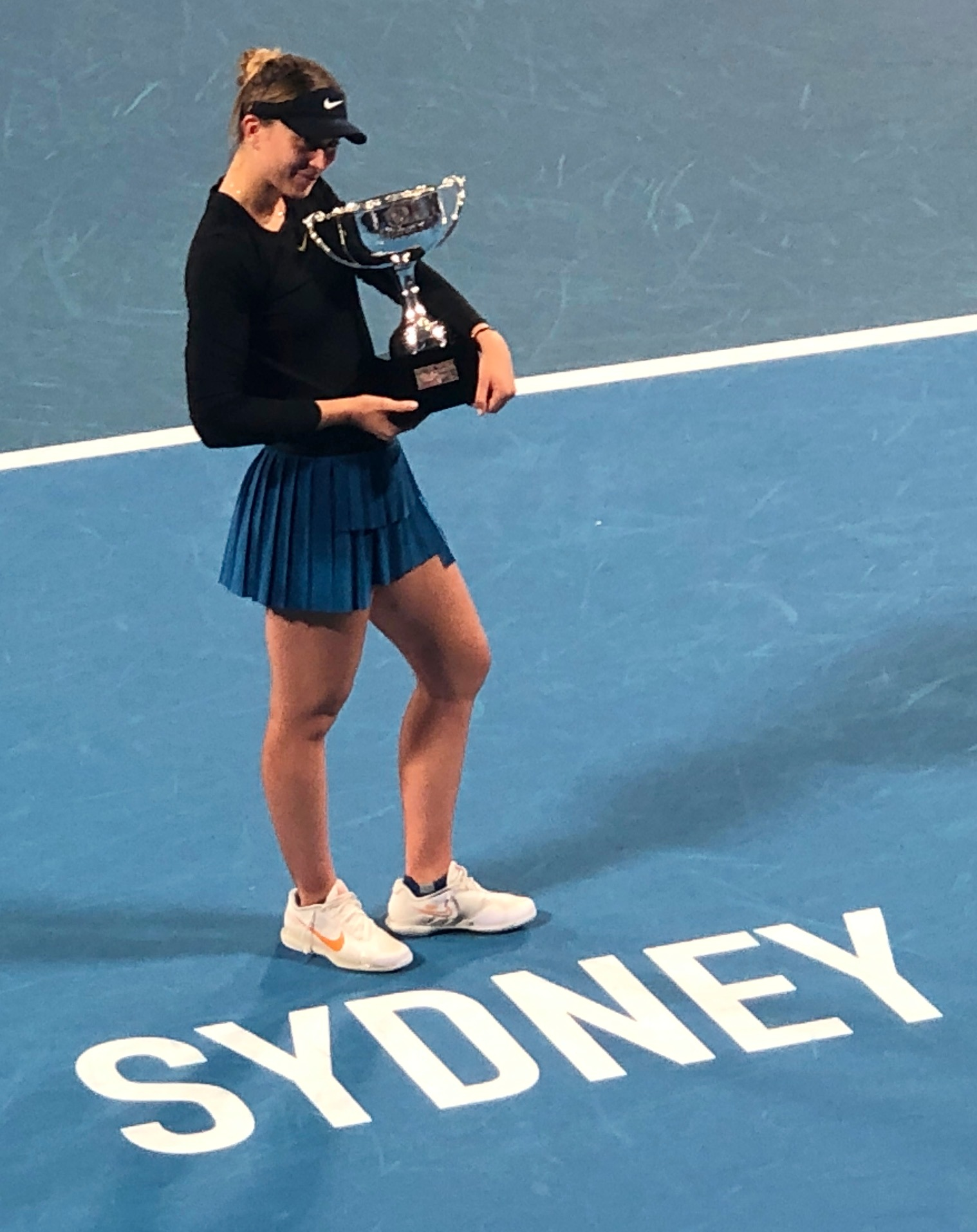
Paula Badosa con il titolo vinto a Sydney nel 2022

Badosa apre la nuova stagione con la partecipazione al WTA 500 di Adelaide, dove in singolare viene sconfitta in due parziali dalla sua compagna di doppio del torneo: Viktoryja Azaranka. In doppio va meglio, in quanto le due raggiungono la semifinale, estromettendo nel primo turno le giapponesi teste di serie n°1 Shibahara/Aoyama e, successivamente, Blinkova/Eikeri. Tuttavia, sono costrette a ritirarsi per un infortunio di Azaranka. Il secondo torneo dell'anno per Paula è il Sydney International, dove raggiunge la terza finale in carriera battendo Jeļena Ostapenko (7-6(1) 6-1), Ajla Tomljanović (6-3 6-4), Belinda Bencic (contro cui perde un set, 7-6(6) 3-6 6-3) e Dar'ja Kasatkina (vittoriosa nei quarti su Muguruza, n°3 del mondo). Nell'ultimo atto è opposta alla numero quattro del ranking, Barbora Krejčíková, contro cui riesce ad avere la meglio con lo score di 6-3 4-6 7-6(4). Per Badosa è il terzo titolo WTA in carriera, il primo di categoria '500', che le consente di salire alla sesta posizione del ranking. Successivamente, la spagnola prende parte all'Australian Open, dove è accreditata della testa di serie n°8; al primo turno, elimina la tennista di casa Ajla Tomljanović (6-4 6-0), eguagliando il suo miglior risultato qui raggiunto nel 2020. Al secondo turno, lascia 3 giochi a Martina Trevisan (6-0 6-3), accedendo al terzo turno, dove trova Marta Kostjuk: Paula riesce a superare l'ucraina in tre set (6-2 5-7 6-4), approdando agli ottavi. Nella circostanza, Badosa esce sconfitta dalla sfida contro Madison Keys per 3-6 1-6. Grazie alla discesa nel ranking della connazionale Muguruza, Paula sale nel ranking fino al n°6. Inoltre, per la prima volta in carriera, diviene la n°1 di Spagna nel circuito WTA. Tre settimane dopo, il 7 febbraio entra nella Top 5, fermandosi esattamente al quinto posto, suo nuovo best ranking, a soli 23 punti da Karolína Plíšková, quarta.
Dopo la parentesi australiana, torna in campo a Dubai, dove è accreditata della 3ª testa di serie: a sorpresa, la spagnola esce di scena al primo turno, battuta dalla romena Ruse in tre set (3-6 7-5 4-6). Nel '1000' di Doha, dopo il bye all'esordio, lascia 3 giochi a Clara Tauson (6-1 6-2) per poi arrendersi a Coco Gauff per 2-6 3-6 agli ottavi. Successivamente, prende parte al torneo di Indian Wells, dove è 5° testa di serie e campionessa in carica: dopo il bye, elimina Tereza Martincová (6-2 7-6(4)) e la connazionale Sara Sorribes Tormo (7-6(4) 6-1); agli ottavi, supera la n°18 del seeding Leylah Fernandez con un doppio 6-4 mentre, ai quarti, lascia 5 giochi a Veronika Kudermetova (6-3 6-2), qualificandosi alla sua seconda semifinale del 2022. Qui cede a Maria Sakkarī, che ha la meglio con il punteggio di 2-6 6-4 1-6, perdendo la possibilità di difendere il titolo. A Miami, Badosa raggiunge il suo primo ottavo di finale, battendo, dopo il bye, Bouzková (7-5 7-5) e Putinceva (6-3 6-2). Negli ottavi, sconfigge la giovane Linda Fruhvirtová per 6-2 6-3, raggiungendo il terzo quarto di finale della stagione. Tuttavia, contro Jessica Pegula è costretta a ritirarsi, nonostante il medical time out, sul 1-4 in favore alla statunitense. Grazie al ritiro della n°1 del mondo Ashleigh Barty e alla discesa in classifica di Sakkarī, sale al n°3 del mondo, suo nuovo best ranking.
A Charleston, Badosa inaugura la stagione su terra: raggiunge i quarti di finale grazie ai successi su Bondár (6-1 6-4) e Liu (3-6 7-6(6) 6-1) dopo il bye. Tra le ultime otto, si arrende alla futura campionessa del torneo Belinda Bencic, col punteggio di 6-2 6(2)-7 4-6. A Stoccarda, dopo il bye in quanto seconda testa di serie, vince al tie-break del terzo set su Rybakina (6-2 4-6 7-6(4)); ai quarti, si impone su Ons Jabeur, con lo score di 7-6(9) 1-6 6-3, assicurandosi un posto in semifinale e il n°2 del mondo da lunedì 25 aprile. Nel penultimo atto, la spagnola cede il passo ad Aryna Sabalenka. A Madrid, dopo un successo in due set su Kudermetova, l'iberica si arrende alla ex bicampionessa del torneo Simona Halep con lo score di 3-6 1-6. Anche a Roma esce di scena ai sedicesimi, sconfitta da Kasatkina. Al Roland Garros, supera agevolmente Fiona Ferro (6-2 6-0) per poi battere Kaja Juvan in tre set; al terzo turno, è costretta al ritiro contro Veronika Kudermetova, sul punteggio di 3-6 1-2
Sull'erba, dopo un secondo turno a Eastrbourne, partecipa al torneo di Wimbledon: si impone nettamente su Chirico (6-2 6-1) e Bara (6-3 6-2) per poi avere la meglio sulla due volte campionessa del torneo Petra Kvitová (7-5 7-6(4)). Nel suo secondo ottavo di finale ai Championships, la spagnola soccombe a Simona Halep, con lo score di 1-6 2-6.
Sul cemento americano, raggiunge la semifinale a San José, perdendo da Kasatkina in due set. A Toronto, dopo il bye, è costretta al ritiro contro Putinceva. Non va meglio a Cincinnati, dove cede al secondo turno a Tomljanović. Anche allo US Open esce di scena al secondo round, eliminata da Petra Martić in rimonta (7-6(5) 1-6 2-6). Nel finale di stagione, colleziona al massimo un quarto di finale a San Diego e un altro ritiro al '1000' di Guadalajara in sede di secondo turno (contro Azaranka).
Nel ranking di fine stagione, a causa di una seconda parte di anno non brillante, scende al 13º posto.

### 2023: stop per infortunio
Paula inizia l'anno ad Adelaide: batte le due estoni Kontaveit (6-4 6-3) e Kanepi (6-1 7-5), approdando ai quarti, dove si impone su Haddad Maia per 7-6(5) 7-5. Raggiunge la semifinale, dove dà forfait prima di scendere in campo contro Dar'ja Kasatkina. A Doha e Dubai raccoglie due sconfitte all'esordio. Sia a Indian Wells che a Miami viene eliminata al terzo turno dalla top-10 Rybakina. Nel frattempo, esce dalla top-30.
A Charleston inaugura la stagione su terra: sconfigge in due parziali Sherif, Fernandez e Šnaider, arrivando nei quarti di finale, dove cede il passo alla top-5 Jessica Pegula. Nel '500' di Stoccarda, estromette Kasatkina con un duplice 6-1, tornando a battere una top-10 dopo un anno di distanza dall'ultima volta. Elimina poi la connazionale Buçsa (6-1 6-2), approdando ai quarti, dove soccombe ad Aryna Sabalenka in tre parziali. A Madrid, dopo il bye, si impone su Cocciaretto (6-3 4-6 6-4) e poi sulla n°6 del mondo Gauff (6-3 6-0). Negli ottavi, si arrende a un'altra top-10, Maria Sakkarī, con lo score di 4-6 4-6. Anche a Roma riesce a fare strada, estromettendo Friedsam (4-6 6-2 7-6(2)), la n°7 del mondo Jabeur (6-1 6-4), Kostjuk (6-4 6-2) e Muchová (6-4 6(4)-7 6-2). Nel suo terzo quarto di finale stagionale, cede il passo alla lettone Ostapenko in tre set. Successivamente, è costretta a saltare il Roland Garros a causa di una frattura da stress alla colonna vertebrale. Dopo essere stata costretta al ritiro nel corso del match di secondo turno di Wimbledon contro Kostjuk, ad agosto annuncia, sempre causa infortunio, la fine della sua stagione tennistica, con rientro previsto nel 2024.

### 2024: quarto titolo WTA e ritorno in top 20
Rientra nel circuito maggiore ad Adelaide, dove viene sconfitta all'esordio da Bernarda Pera in tre set. All'Australian Open la spagnola arriva a disputare il terzo turno contro Amanda Anisimova, da cui viene battuta. A Hua Hin e Doha esce al secondo turno mentre a Dubai è costretta al ritiro nel match di apertura contro Lulu Sun. A Miami supera una rientrante Simona Halep, prima di cedere alla numero due del mondo Aryna Sabalenka.
Sulla terra ottiene il miglior risultato a Roma battendo Mirra Andreeva, Emma Navarro e Diana Šnaider, cogliendo il primo ottavo di finale della stagione. Nella circostanza, viene sconfitta dalla top 5 Coco Gauff in tre set. Al Roland Garros giunge fino ai sedicesimi, dove è nuovamente Sabalenka a sbarrarle la strada. A Bad Homburg viene fermata ai quarti dalla futura vincitrice, Šnaider, rientrando alla fine della settimana fra le prime cento del mondo. A Wimbledon la spagnola elimina le ceche Karolína Muchová e Brenda Fruhvirtová mentre al terzo turno vince una battaglia di quasi tre ore contro la top 15 Dar'ja Kasatkina, ottenendo il suo primo quarto turno Slam in due anni; agli ottavi cede in tre set alla futura semifinalista Donna Vekić.
Saltato l'appuntamento olimpico, riesce a raggiungere la prima finale in due anni e mezzo a Washington, battendo nella sua corsa al titolo Ljudmila Samsonova, Emma Raducanu e Caroline Dolehide. Con una vittoria in tre set su Marie Bouzková, si aggiudica il quarto titolo WTA in carriera, il secondo di categoria WTA 500, tornando tra le prime 50 in classifica il 5 agosto 2024. L'ottimo periodo di forma prosegue lungo tutta la restante trasferta nordamericana, con la semifinale centrata a Cincinnati e i quarti allo US Open, eguagliando in quest'ultimo caso la sua miglior prestazione a livello Slam, tornando tra le prime 20 in classifica il 3 settembre 2024.
Inaugura la trasferta asiatica a Pechino, dove coglie la semifinale senza perdere neanche un set Viktorija Tomova, Rebecca Šramková, la top 3 Jessica Pegula e Zhang Shuai. Viene fermata dalla futura vincitrice, Gauff, in tre set. Al Ningbo Open elimina Diana Shnaider,Wang Xiyu e beatriz Haddad Maia. Alle semifinali contro Kasatkina, si è ritirata a causa di un attacco di vertigini prima dell'inizio del secondo set. 
In seguito si è ritirata dall'ultima WTA 500 della stagione a Tokyo. Finì l'anno alle finali della Billie Jean King Cup, nel primo turno contro la Polonia, perdendo contro Iga Świątek in tre set.
Chiude l'anno al n°12 del mondo.

### 2025: semifinale agli Australian Open e ritorno in top 10
Testa di serie numero 11 agli Australian Open, ha sconfitto Wang Xinyu, Talia Gibson, Marta Kostyuk e Olga Danilović, raggiungendo il suo primo quarto di finale agli Australian Open e il secondo quarto di finale slam consecutivo. Ha poi sconfitto in due set la n°3 del seeding Coco Gauff, raggiungendo la sua prima semifinale di un Grande Slam. Grazie a questo risultato, è tornata nella top 10 mondiale per la prima volta dal 2022. In semifinale, cede in due set alla n°1 del mondo Aryna Sabalenka.
Torna in campo ad Abu Dhabi, dove incassa una sconfitta all'esordio contro Linda Nosková. A Doha esce di scena la secondo turno contro Amanda Anisimova mentre a Dubai si arrende al tie-break del terzo negli ottavi contro Rybakina, non riuscendo a convertire ben 6 match point. A Mérida e Miami è costretta al ritiro. In seguito, è costretta al forfait per tre tornei consecutivi, a Charleston, Madrid e Roma, nuovamente a causa di problemi alla schiena.

## Statistiche WTA

### Singolare

#### Vittorie (4)
| Legenda              |
| -------------------- |
| Grande Slam (0)      |
| Ori Olimpici (0)     |
| WTA Finals (0)       |
| WTA Elite Trophy (0) |
| Dal 2021             |
| WTA 1000 (1)         |
| WTA 500 (2)          |
| WTA 250 (1)          |

| N. | Data            | Torneo                          | Superficie  | Avversaria in finale | Punteggio           |
| 1. | 22 maggio 2021  | Serbia Open, Belgrado           | Terra rossa | Ana Konjuh           | 6–2, 2–0 rit.       |
| 2. | 17 ottobre 2021 | Indian Wells Open, Indian Wells | Cemento     | Viktoryja Azaranka   | 7–6(5), 2–6, 7–6(2) |
| 3. | 15 gennaio 2022 | Sydney International, Sydney    | Cemento     | Barbora Krejčíková   | 6–3, 4–6, 7–6(4)    |
| 4. | 4 agosto 2024   | Washington Open, Washington     | Cemento     | Marie Bouzková       | 6–1, 4–6, 6–4       |

## Statistiche ITF

### Singolare

#### Vittorie (7)
| Torneo $100.000 (0) |
| Torneo $80.000 (0)  |
| Torneo $75.000 (0)  |
| Torneo $60.000 (1)  |
| Torneo $50.000 (0)  |
| Torneo $25.000 (5)  |
| Torneo $15.000 (0)  |
| Torneo $10.000 (1)  |

| N. | Data              | Torneo                                                      | Superficie  | Avversaria in finale    | Score         |
| 1. | 17 novembre 2013  | Circuito WTA Costa Azahar Sant Jordi, San Jorge             | Cemento     | Lucía Cervera-Vázquez   | 7–5, 6–0      |
| 2. | 5 luglio 2015     | Open GDF SUEZ de la Porte du Hainaut, Denain                | Terra rossa | Irina Ramialison        | 7–5, 6–0      |
| 3. | 5 agosto 2017     | Open Castilla Y Leon, El Espinar                            | Cemento     | Ayla Aksu               | 6–2, 6–4      |
| 4. | 4 febbraio 2018   | GB Pro-Series Glasgow, Glasgow                              | Cemento (i) | Maia Lumsden            | 2–6, 6–1, 6–3 |
| 5. | 27 maggio 2018    | TORNEIG INTERNACIONAL ELS GORCHS, Les Franqueses del Vallès | Cemento     | Margarita Gasparjan     | 6–4, 3–6, 6–2 |
| 6. | 30 settembre 2018 | BBVA Open Ciudad de Valencia, Valencia                      | Terra rossa | Aliona Bolsova Zadoinov | 6–1, 4–6, 6–2 |
| 7. | 13 ottobre 2019   | Gosen Cup, Makinohara                                       | Sintetico   | Nagi Hanatani           | 7–5, 6–1      |

#### Sconfitte (8)
| Torneo $100.000 (0) |
| Torneo $80.000 (0)  |
| Torneo $75.000 (0)  |
| Torneo $60.000 (2)  |
| Torneo $50.000 (0)  |
| Torneo $25.000 (6)  |
| Torneo $15.000 (0)  |
| Torneo $10.000 (0)  |

| N. | Data             | Torneo                                                       | Superficie  | Avversaria in finale | Score            |
| 1. | 26 ottobre 2014  | Ciudad de Victoria, Ciudad Victoria                          | Cemento     | Diāna Marcinkēviča   | 7–6(2), 3–6, 1–6 |
| 2. | 10 aprile 2016   | St. Dominic USTA Pro Circuit $25,000 Challenger, Jackson     | Terra verde | Grace Min            | 6–1, 2–6, 4–6    |
| 3. | 28 maggio 2017   | Internazionali Femminili di Tennis Città di Caserta, Caserta | Terra rossa | Claire Liu           | 3–6, 3–6         |
| 4. | 11 novembre 2018 | Collector Bank Norwegian Open, Oslo                          | Cemento (i) | Harriet Dart         | 2–6, 0–1 rit.    |
| 5. | 27 gennaio 2019  | McDonald's Burnie International, Burnie                      | Cemento     | Belinda Woolcock     | 6(3)–7, 6(4)–7   |
| 6. | 5 maggio 2019    | Torneig Internacional Els Gorchs, Les Franqueses del Vallès  | Cemento     | Katy Dunne           | 5–7, 3–6         |
| 7. | 1º giugno 2019   | TVN Open, Essen                                              | Terra rossa | Tereza Martincová    | 2–6, 6(4)–7      |
| 8. | 20 ottobre 2019  | Hamanako Tokyu Cup, Hamamatsu                                | Sintetico   | Eri Hozumi           | 6(1)–7, 5–4 rit. |

## Grand Slam Junior

### Singolare

#### Vittorie (1)
| Tornei del Grande Slam  |
| ----------------------- |
| Australian Open (0)     |
| Open di Francia (1)     |
| Torneo di Wimbledon (0) |
| US Open (0)             |

| N. | Data          | Torneo                  | Superficie  | Avversaria in finale | Punteggio |
| 1. | 6 giugno 2015 | Open di Francia, Parigi | Terra rossa | Anna Kalinskaja      | 6–3, 6–3  |

## Risultati in progressione
| Sigla | Risultato               |
| ----- | ----------------------- |
| V     | Vincitore               |
| F     | Finalista               |
| SF    | Semifinalista           |
| O     | Oro olimpico            |
| A     | Argento olimpico        |
| SF    | Bronzo olimpico         |
| QF    | Quarti di Finale        |
| 4T    | Quarto turno            |
| 3T    | Terzo turno             |
| 2T    | Secondo turno           |
| 1T    | Primo turno             |
| RR    | Round Robin             |
| LQ    | Turno di qualificazione |
| A     | Assente                 |
| ND    | Non disputato           |

| Legenda superfici    |
| -------------------- |
| Cemento              |
| Terra battuta        |
| Erba                 |
| Superficie variabile |

### Singolare
Aggiornato a fine Berlin Ladies Open 2025
| Tornei del Grande Slam |                 |                 |                 |                 |                 |               |               |                 |                 |       |      |            |            |
| Australian Open        | Assente         | Assente         | Assente         | Assente         | 1T              | 2T            | 1T            | 4T              | A               | 3T    | SF   | 0 / 6      | 11–6       |
| Open di Francia        | Assente         | Assente         | Assente         | Assente         | Q1              | 4T            | QF            | 3T              | A               | 3T    | 3T   | 0 / 5      | 13–4       |
| Wimbledon              | Assente         | Assente         | Assente         | Q1              | 1T              | ND            | 4T            | 4T              | 2T              | 4T    |      | 0 / 5      | 10–5       |
| US Open                | Q2              | Assente         | Assente         | Q2              | 1T              | 1T            | 2T            | 2T              | A               | QF    |      | 0 / 5      | 6–5        |
| Vittorie–Sconfitte     | 0–0             | 0–0             | 0–0             | 0–0             | 0–3             | 4–3           | 8–4           | 9–4             | 1–1             | 11–4  | 7–2  | 0 / 21     | 40–21      |
| Giochi olimpici        |                 |                 |                 |                 |                 |               |               |                 |                 |       |      |            |            |
| Giochi olimpici        | ND              | A               | Non disputati   | Non disputati   | Non disputati   | Non disputati | QF            | Non disputati   | Non disputati   | A     | ND   | 0 / 1      | 3–1        |
| Tornei di fine anno    |                 |                 |                 |                 |                 |               |               |                 |                 |       |      |            |            |
| WTA Finals             | Non qualificata | Non qualificata | Non qualificata | Non qualificata | Non qualificata | ND            | SF            | Non qualificata | Non qualificata | NQ    |      | 0 / 1      | 2–2        |
| WTA 1000               |                 |                 |                 |                 |                 |               |               |                 |                 |       |      |            |            |
| Doha                   | 500             | A               | 500             | A               | 500             | A             | 500           | 3T              | 500             | 2T    | 2T   | 0 / 3      | 3–3        |
| Dubai                  | A               | 500             | A               | 500             | A               | 500           | A             | 500             | 1T              | 1T    | 3T   | 0 / 3      | 2–3        |
| Indian Wells           | Assente         | Assente         | Assente         | Assente         | Q1              | ND            | V             | SF              | 3T              | A     | A    | 1 / 3      | 11–2       |
| Miami                  | 3T              | 1T              | 1T              | A               | Q1              | ND            | 2T            | QF              | 3T              | 2T    | 4T   | 0 / 8      | 10–8       |
| Madrid                 | 1T              | 1T              | Q1              | Q1              | A               | ND            | SF            | 2T              | 4T              | 1T    | A    | 0 / 6      | 7–6        |
| Roma                   | Assente         | Assente         | Assente         | Assente         | Assente         | Assente       | Assente       | 3T              | QF              | 4T    | A    | 0 / 3      | 8–3        |
| Montréal / Toronto     | Assente         | Assente         | Assente         | Assente         | Assente         | ND            | 2T            | 2T              | A               | 2T    |      | 0 / 3      | 2–3        |
| Cincinnati             | Assente         | Assente         | Assente         | Assente         | Assente         | Q2            | QF            | 2T              | A               | SF    |      | 0 / 3      | 7–3        |
| Wuhan                  | Assente         | Assente         | Assente         | Assente         | Assente         | Non disputato | Non disputato | Non disputato   | Non disputato   | A     |      | 0 / 0      | 0–0        |
| Pechino                | Assente         | Assente         | Assente         | Assente         | Q1              | Non disputato | Non disputato | Non disputato   | A               | SF    |      | 0 / 1      | 4–1        |
| Carriera               |                 |                 |                 |                 |                 |               |               |                 |                 |       |      |            |            |
| Tornei giocati         | 3               | 3               | 1               | 2               | 9               | 4             | 18            | 22              | 10              | 20    | 10   | 102        | 102        |
| Titoli                 | 0               | 0               | 0               | 0               | 0               | 0             | 2             | 1               | 0               | 1     | 0    | 4          | 4          |
| Finali                 | 0               | 0               | 0               | 0               | 0               | 0             | 2             | 1               | 0               | 1     | 0    | 4          | 4          |
| Totale V–S             | 2–3             | 0–3             | 0–1             | 2–2             | 7–9             | 7–4           | 43–17         | 32–22           | 18–9            | 37–19 | 15–9 | 163–98     | 163–98     |
| Vittorie %             | 40%             | 0%              | 0%              | 50%             | 44%             | 64%           | 72%           | 59%             | 67%             | 66%   | 63%  | 62%        | 62%        |
| Ranking di fine anno   | 220             | 314             | 247             | 143             | 97              | 70            | 8             | 13              | 64              | 12    |      | $9.107.058 | $9.107.058 |

Note
1. 1 2  Il Dubai Tennis Championships e il Qatar Ladies Open di Doha si scambiarono frequentemente lo status tra evento Premier ed evento Premier 5 dal 2009 al 2020, mentre dal 2021 al 2023 tra evento WTA 1000 e WTA 500. Dal 2024 vengono disputati entrambi come eventi WTA 1000.

## Vittorie contro giocatrici Top 10
| Stagione | 2021 | 2022 | 2023 | 2024 | 2025 | Totale |
| Vittorie | 6    | 2    | 3    | 2    | 2    | 15     |

| #    | Giocatrice             | Ranking | Evento                          | Superficie      | Turno | Punteggio        | Rank. PBR |
| ---- | ---------------------- | ------- | ------------------------------- | --------------- | ----- | ---------------- | --------- |
| 2021 |                        |         |                                 |                 |       |                  |           |
| 1.   | Ashleigh Barty         | 1       | Charleston Open, Charleston     | Terra verde     | QF    | 6–4, 6–3         | 71        |
| 2.   | Iga Świątek            | 8       | Giochi Olimpici, Tokyo          | Cemento         | 2T    | 6–3, 7–6(4)      | 29        |
| 3.   | Aryna Sabalenka (1)    | 3       | Cincinnati Open, Cincinnati     | Cemento         | 2T    | 5–7, 6–2, 7–6(4) | 29        |
| 4.   | Barbora Krejčíková (1) | 5       | Indian Wells Open, Indian Wells | Cemento         | 4T    | 6–1, 7–5         | 27        |
| 5.   | Aryna Sabalenka (2)    | 2       | WTA Finals, Guadalajara         | Cemento         | RR    | 6–0, 6–4         | 10        |
| 6.   | Maria Sakkarī          | 6       | WTA Finals, Guadalajara         | Cemento         | RR    | 7–6(4), 6–4      | 10        |
| 2022 |                        |         |                                 |                 |       |                  |           |
| 7.   | Barbora Krejčíková (2) | 4       | Sydney International, Sydney    | Cemento         | F     | 6–3, 4–6, 7–6(4) | 9         |
| 8.   | Ons Jabeur (1)         | 10      | Stuttgart Open, Stoccarda       | Terra rossa (i) | QF    | 7–6(9), 1–6, 6–3 | 3         |
| 2023 |                        |         |                                 |                 |       |                  |           |
| 9.   | Dar'ja Kasatkina       | 8       | Stuttgart Open, Stoccarda       | Terra rossa (i) | 1R    | 6–1, 6–1         | 31        |
| 10.  | Coco Gauff (1)         | 6       | Madrid Open, Madrid             | Terra rossa     | 3T    | 6–3, 6–0         | 42        |
| 11.  | Ons Jabeur (2)         | 7       | Internazionali d'Italia, Roma   | Terra rossa     | 2T    | 6–1, 6–4         | 35        |
| 2024 |                        |         |                                 |                 |       |                  |           |
| 12.  | Jessica Pegula         | 3       | China Open, Pechino             | Cemento         | 4T    | 6-4, 6-0         | 19        |
| 13.  | Beatriz Haddad Maia    | 10      | Ningbo Open, Ningbo             | Cemento         | QF    | 6–3, 6-2         | 15        |
| 2025 |                        |         |                                 |                 |       |                  |           |
| 14.  | Coco Gauff (2)         | 3       | Australian Open, Melbourne      | Cemento         | QF    | 7-5, 6-4         | 12        |
| 15.  | Emma Navarro           | 9       | German Open, Berlino            | Erba            | 2T    | 7-6(2), 6-3      | 10        |